# Магдин
Магдин (укр. Магдин) — посёлок, входит в Овручский район Житомирской области Украины.
Население по переписи 2001 года составляло 35 человек. Почтовый индекс — 11100. Телефонный код — 1448. Код КОАТУУ — 1824283707.
Весной 2020 года посёлок был практически полностью уничтожен лесным пожаром

## Местный совет
11107, Житомирская обл., Овручский р-н, с. Личманы.